# Paropioxys infuscata
Paropioxys infuscata är en insektsart som beskrevs av Victor Lallemand 1928. Paropioxys infuscata ingår i släktet Paropioxys och familjen Eurybrachidae. Inga underarter finns listade i Catalogue of Life.